# Rossell
Rossell è un comune spagnolo di 1 187 abitanti situato nella comunità autonoma Valenciana.